# Дабагян, Арег Вагаршакович
Арег Вагаршакович Дабагян (28 мая 1920 г. Тифлис — 26 сентября 2005, Харьков) — советский и украинский учёный в области кибернетики, механики, динамики машин, прикладной теории колебаний и систем управления, член международной федерации по автоматическому управлению и контролю (ИФАК) от СССР, действительный член академии технической кибернетики, заслуженный работник народного образования Украины, почётный доктор НТУ «Харьковский политехнический институт», профессор (1963), доктор технических наук (1962).

## Биография
Сын большевика, участника Гражданской войны, партийного деятеля Вагаршака Шамировича Дабагяна (1899—1938). Среднюю школу окончил с золотой медалью. В 1936 г. без вступительных экзаменов был принят в Московский авиационный институт (МАИ). Занимаясь в МАИ, одновременно посещал также лекции в Медицинском институте, а также лекции по математике в Московском университете.
После ареста отца в 1938 г., как сын «врага народа», был исключён из вуза и комсомола, перебивался случайными заработками. От нервных потрясений и тяжелых бытовых условий у А. В. Дабагяна начался туберкулёз лёгких и несколько месяцев он пролежал в больнице.
После того, как в 1938 году в газете «Правда» было опубликовано знаменитое «письмо товарища Сталина товарищу Иванову», в котором было сказано, что «сын за отца не отвечает», он обратился с просьбой о восстановлении на учёбу в МАИ, но получил отказ. А. Дабагяну предложили выбрать из нескольких вузов не в столице, и он решил учиться в Харьковском механико-машиностроительном институте (ХММИ). С сентября 1939 г. А. В. Дабагян — студент автотракторного факультета по специальности «Динамика и прочность машин» (ДПМ).
После начала Великой Отечественной войны, он вместе со всеми однокурсниками в полном составе подал заявление в военкомат с просьбой отправить на фронт. Но получил направление на учёбу в Академию бронетанковых и механизированных войск. После краткого, напряжённого обучения, в сентябре 1941 г. курсантам академии выдали справки об окончании института без защиты дипломного проекта. Лучшие выпускники были направлены преподавателями в танковые училища. В их число попал и Арег Вагаршакович, получивший назначение в Киевское танковое техническое училище, находившееся тогда на Урале в городе Кунгур. В феврале 1944 г. был назначен преподавателем кафедры танков Академии бронетанковых и механизированных войск.
В 1945 г. переведен на кафедру электротехники Владивостокского высшего мореходного училища. Кафедра электротехники только создавалась, на ней не было ни одного преподавателя, и Арег Вагаршакович был назначен исполняющим обязанности заведующего. Ему была поставлена задача: в течение года оборудовать кафедру и обязательно защитить кандидатскую диссертацию.
В Академии бронетанковых и механизированных войск А. В. Дабагян занимался исследованиями колебаний подвески танков и опубликовал на кафедре танков две работы с грифом «Для служебного пользования»: «Анализ работы танковых амортизаторов, установленных на танках, применявшихся в Отечественной войне» и «Ходовая система танков (Анализ танков, применявшихся в Отечественной войне)».
В 1947 г. в ХММИ защитил кандидатскую диссертацию по теме «Электрическое моделирование колебаний танка при движении по пересечённой местности» и приглашён на кафедру теоретической механики ХММИ (Харьков).
В 1964 г. на инженерно-физическом факультете на основе тесного сотрудничества КБ «Электроприборостроения» и ХПИ была открыта новая специальность — «Динамика полёта и управление движением ракет и космических аппаратов» и кафедра «Автоматическое управление движением», которой поручена подготовка специалистов по указанному направлению. Заведующим кафедрой стал доктор технических наук, профессор А. В. Дабагян. В том же году между КБ «Электроприборостроения» и ХПИ заключается договор о целевой подготовке институтом для КБ инженеров-исследователей по специальности «Динамика полета и управление».
В 1972 г. на кафедре АУД была открыта новая специальность — автоматизированные системы управления производством (АСУП). В 1977 г. эта специальность выделилась в отдельную кафедру, заведующим которой стал профессор Дабагян. По всем указанным специализациям были созданы оригинальные учебные планы и пакеты программ. Сам Дабагян читал курсы «Теория колебаний», «Теория управления», «Методы экспериментальных исследований», а также оригинальные курсы «Проектирование развивающихся технико-экономических систем» и «Интеллект человека и искусственный интеллект». Профессор Дабагян был членом редакционной коллегии и редакционного совета международного журнала «Engineering & automation».
Работал: заведующим кафедрой динамики машин и управления (1947—1977) и кафедрой АСК (1977—1990), профессор (с 1990).
А. В. Дабагян заведовал кафедрой до 1990 г., а лекции читал до 1998-го. В 1998 г. в результате тяжелой болезни Арег Вагаршакович лишился ноги, но научную работу не оставлял до конца дней. Уже, будучи прикованным к инвалидному креслу, он создал новую теорию волновых процессов в политико-экономических системах, которую опубликовал в монографии.

## Научная деятельность
Внёс большой вклад в исследование динамических процессов роторов турбогенераторов. Изучая динамические процессы, происходящие в роторе и лопаточном аппарате турбины, а также в её системе управления, он по-новому взглянул на проблемы динамики и прочности турбомашин. С 1951 г. учёный вёл исследования в области электромеханических колебаний роторов гидро- и турбогенераторных установок.
Докторская диссертация на тему «Некоторые колебательные процессы в роторах турбо- и гидрогенераторных установок при несимметричных и асинхронных режимах работы генератора» была защищена в январе 1961 г. Работая над ней, А. В. Дабагян бывал на крупных заводах Харькова, участвовал в правительственных комиссиях, анализировал причины аварий на гидравлических и тепловых электростанциях.
Исследовал вопросы технической кибернетики и её применения в разных отраслях науки, образования и производства.
Автор 12 монографий, 117 написанных без соавторов статей, им получено 10 авторских свидетельств.
Педагог, среди его учеников 51 кандидат наук, 10 — докторов наук. 24 из его учеников стали преподавателями ХПИ, пятеро стали заведующими кафедрами.

## Избранные труды
- Оптимальное проектирование машин и сложных устройств. Москва, 1979;
- Проектирование технических систем. Москва, 1986;
- Принципы автоматизированного проектирования систем машин и технологических процессов : Учеб. пособие / А. В. Дабагян ; Харьк. политехн. ин-т им. В. И. Ленина, 65 с. 20 см, Харьков ХПИ 1987;
- Моделирование процессов развития и реконструкции гибких производственных систем / А. В. Дабагян, И. В. Кононенко, 155, с. ил. 21 см, Харьков Вища шк. Изд-во при Харьк. гос. ун-те 1989;
- Формализованная модель инвариантных частей заработной платы специалистов, работающих по найму / А. В. Дабагян, 52 с. ил. 21 см, Киев ИК 1990;
- Пути согласования достижений научно-технического прогресса и социально-экономических проблем в условиях глубокого кризиса. Х., 1994 (в соавт.);
- Совершенствование профессиональной подготовки и переподготовки специалистов в современных условиях. Х., 1996 (в соавт.).
- Человек, его сознание и культура в паутине электронно-цифровых сетей